# Danh sách điểm du lịch ở Dubai
Có rất nhiều điểm thu hút khách du lịch ở Dubai, kết quả từ sự bùng nổ xây dựng quy mô lớn. Mohammed bin Rashid Al Maktoum, người trị vì hiện tại của Dubai và là thủ tướng của Các Tiểu vương quốc Ả Rập Thống nhất muốn Dubai trở thành điểm đến du lịch hàng đầu trên thế giới. Dubai đã đón 14 triệu khách du lịch từ khắp nơi trên thế giới trong năm 2015. Euromonitor xếp hạng 150 thành phố được khách du lịch quốc tế ghé thăm nhiều nhất thế giới năm 2009; Dubai xếp thứ 7. Dubai đã xác lập kỷ lục 10 triệu du khách trong năm 2012, tăng 9,3% so với năm trước.

## Thủy cung
- Aquarium of Atlantis
- Burj Al Arab Aquarium
- Dubai Mall Aquarium

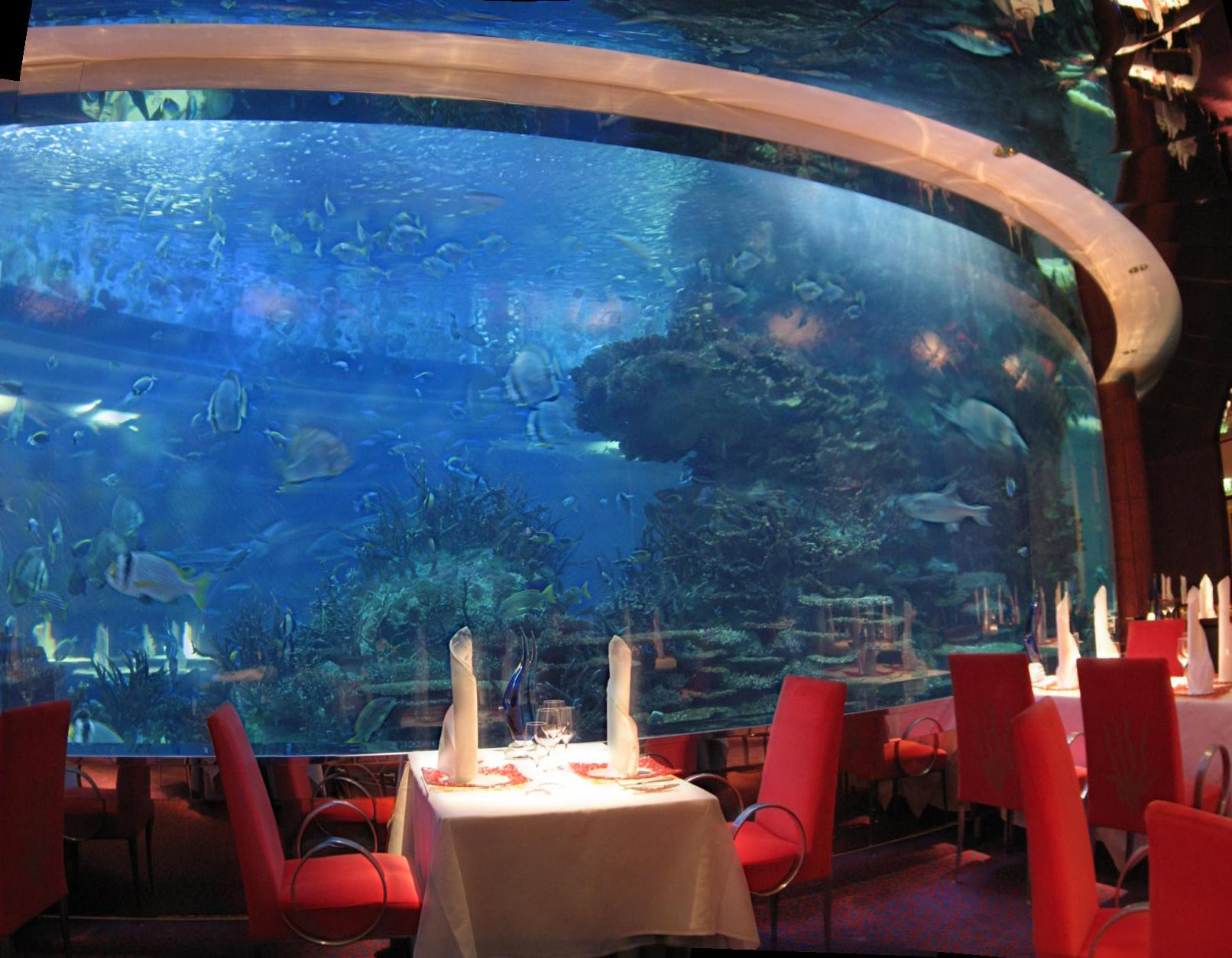
Thủy cung Burj Al Arab

- Dubai Creek Golf and Yacht Club Aquarium
- Lạch Dubai

## Địa điểm khảo cổ
- Khu khảo cổ Al Sufouh
- Khu khảo cổ Jumeirah
- Khu khảo cổ Sarouq Al Hadeed

## Đảo nhân tạo
- Đảo Al Mamzar[A]
- Dubai Maritime City[A]
- Phố đi bộ Dubai[A]
- Dubai Waterfront[B]
- Jumeirah Garden City[B]
- Palm Deira[B]
- Palm Jebel Ali[B]
- Palm Jumeirah
- The Universe[C]
- Quần đảo Thế giới[B]

## Bãi biển

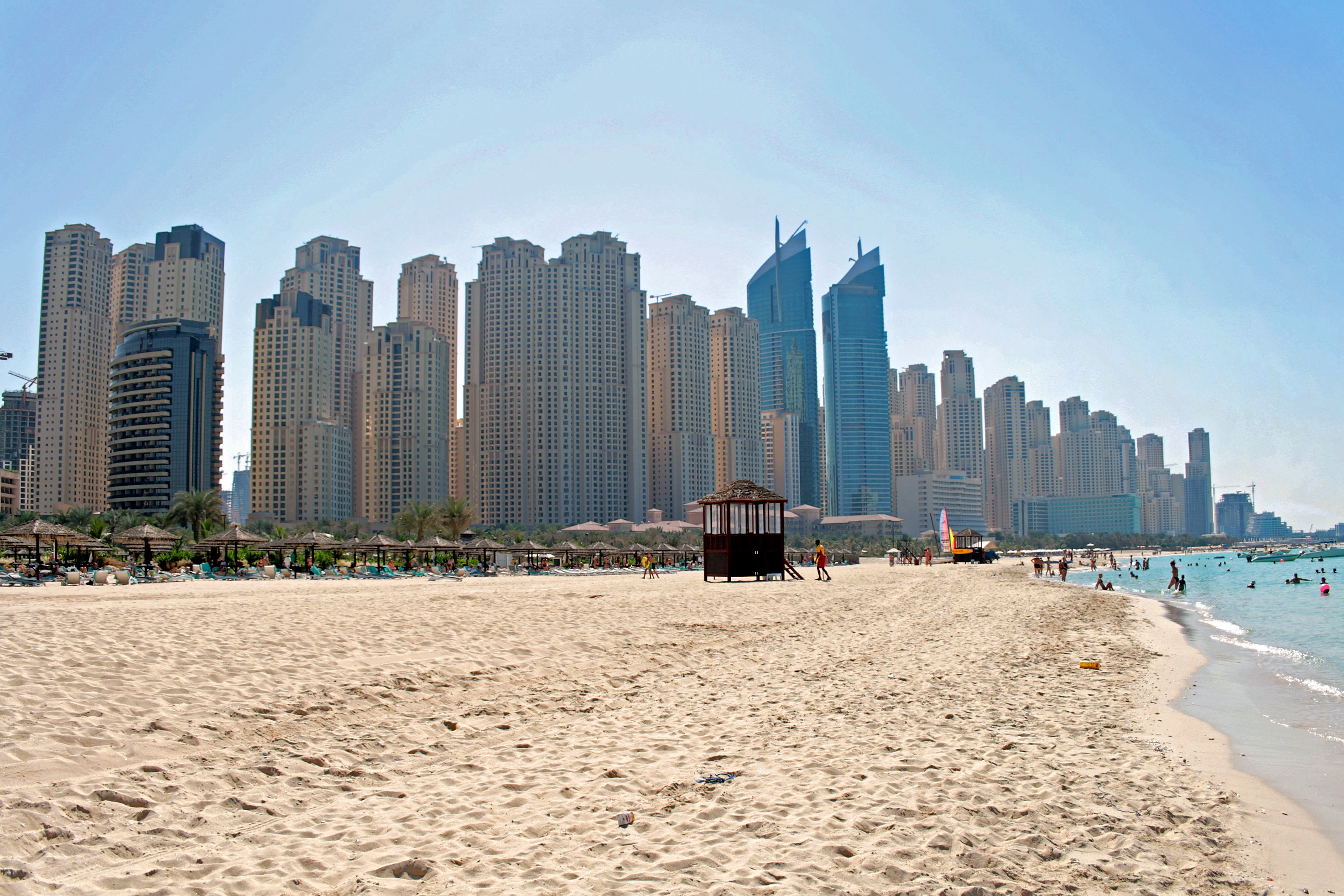
Bãi biển Jumeirah

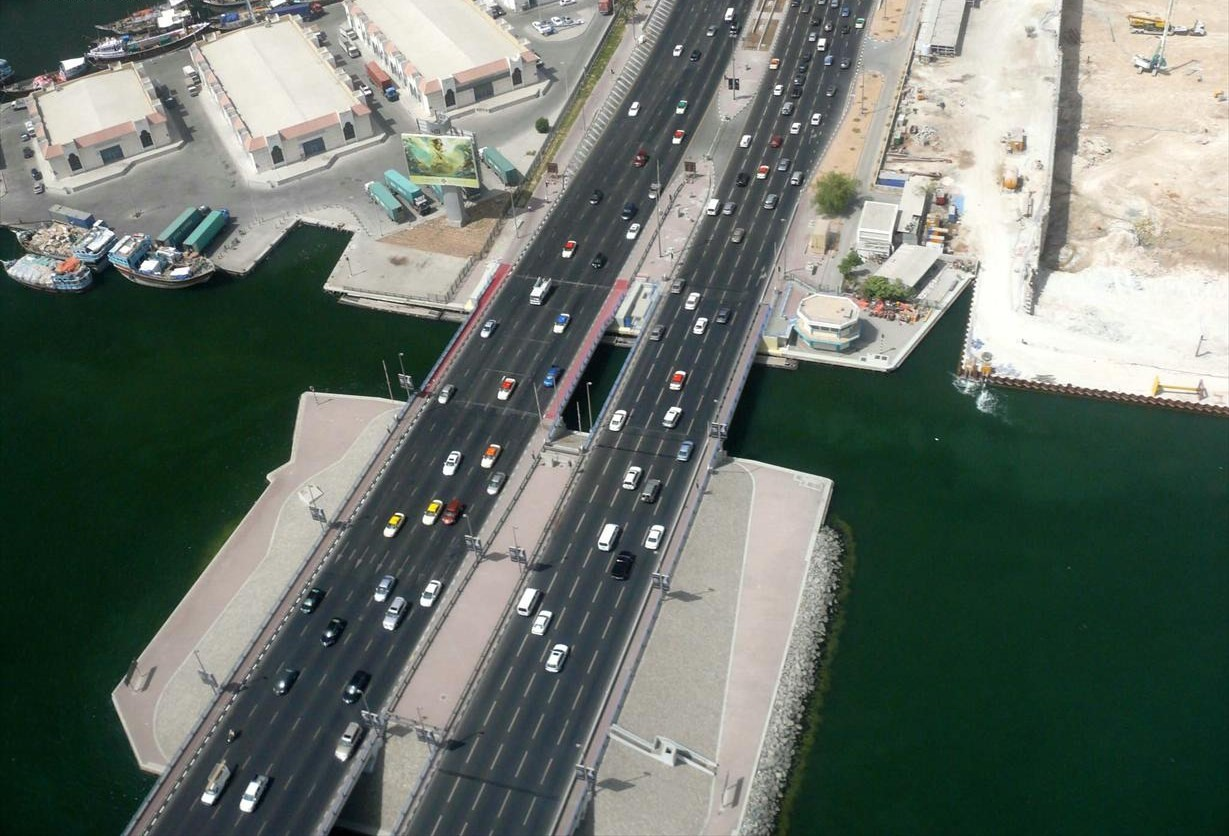
Cầu Al Maktoum

- The Beach (JBR)
- Bãi biển Jebel Ali
- Bãi biển Jumeirah
- Bãi biển Kite
- Bãi biển La Mer[4]

## Cầu và đường hầm
- Cầu Al Garhoud
- Cầu Al Maktoum
- Đường hầm Al Shindagha
- Cầu vượt vịnh Business
- Đường hầm sân bay Dubai
- Cầu Al Ittihad[C]
- Cầu nổi
- Đường hầm Palm Jumeirah
- Cầu vượt Sheikh Rashid bin Saeed[A]

## Nhà thờ
- Nhà thờ Chính thống Ấn Độ St. Mary, Ras al Khaimah, Các Tiểu vương quốc Ả Rập Thống nhất.
- Nhà thờ Chúa Kitô
- Nhà thờ Nam Ấn
- Hội Deira Brethren
- Nhà thờ thành phố Dubai
- Trung tâm Giáo hội Tin Lành Dubai
- Nhà thờ Baptist Baptist
- Tín đồ Christian Fellowship, Dubai
- Nhà thờ Chính thống Syria Mar Ignatius
- Nhà thờ Mar Thoma[5]
- Miracle Hands Ministry
- Giáo hội Covenant mới Dubai
- Nhà thờ Công giáo Thánh Phanxicô Assisi
- Nhà thờ thánh Martin
- Nhóm cầu nguyện thánh Charismatic Công giáo
- Nhà thờ thánh Mary Dubai
- Cộng đồng thánh Mary Konkan
- Nhà thờ Chính thống St. Thomas[6]
- Nhà thờ Well of Life Dubai
- Nhà thờ Phúc âm Tamil Dubai

## Địa điểm giải trí
- Ailuromania Cafe
- Arabian Nights
- Children's City
- Dubai Festival City
- Liên hoan phim quốc tế Dubai
- Câu lạc bộ biển quốc tế Dubai
- Dubai Opera^
- Dubai Parks and Resorts
- Lễ hội mua sắm Dubai
- Kênh Dubai
- Làng toàn cầu

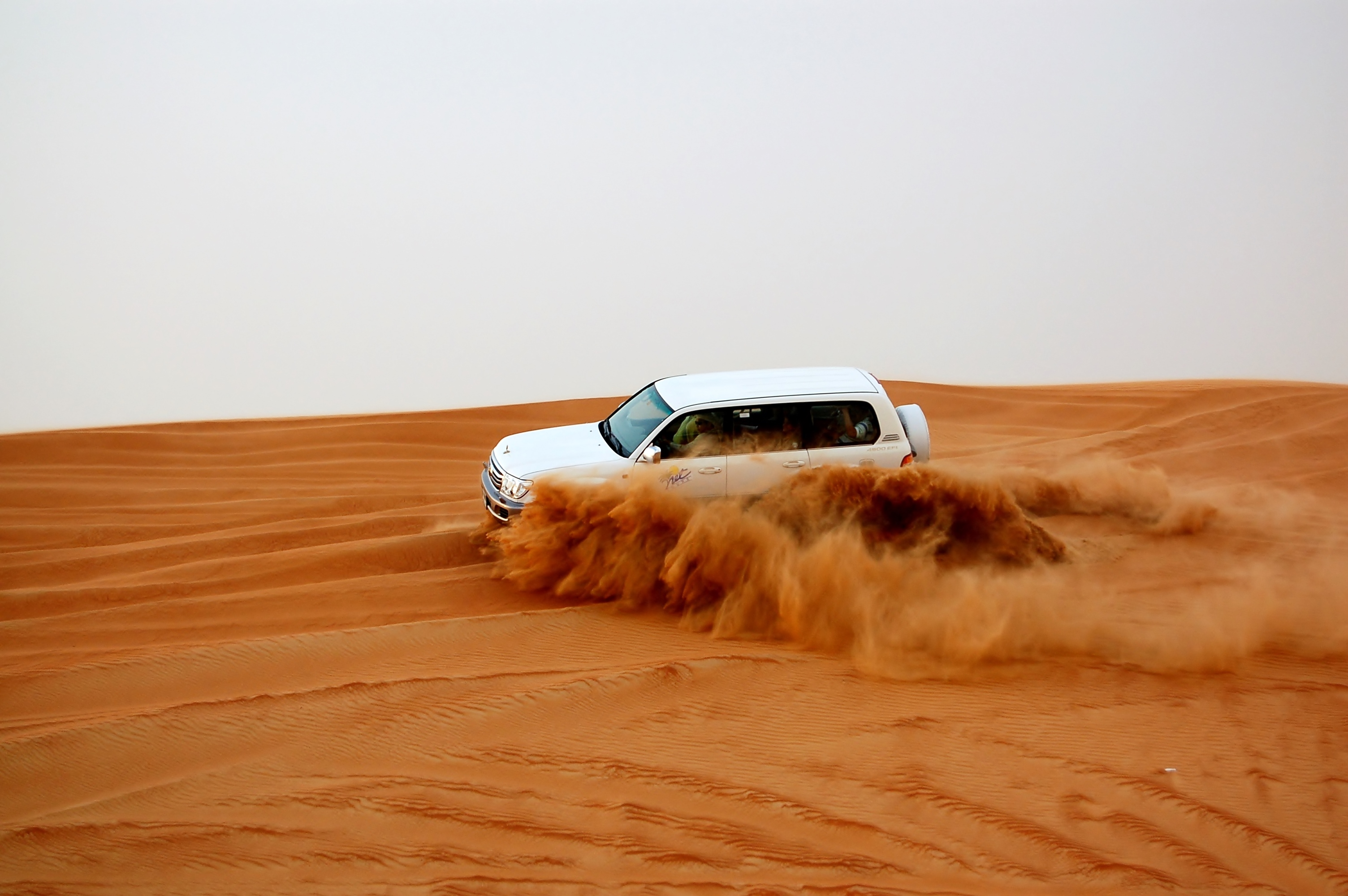
Lướt xe trên đụn cát sa mạc ở Dubai

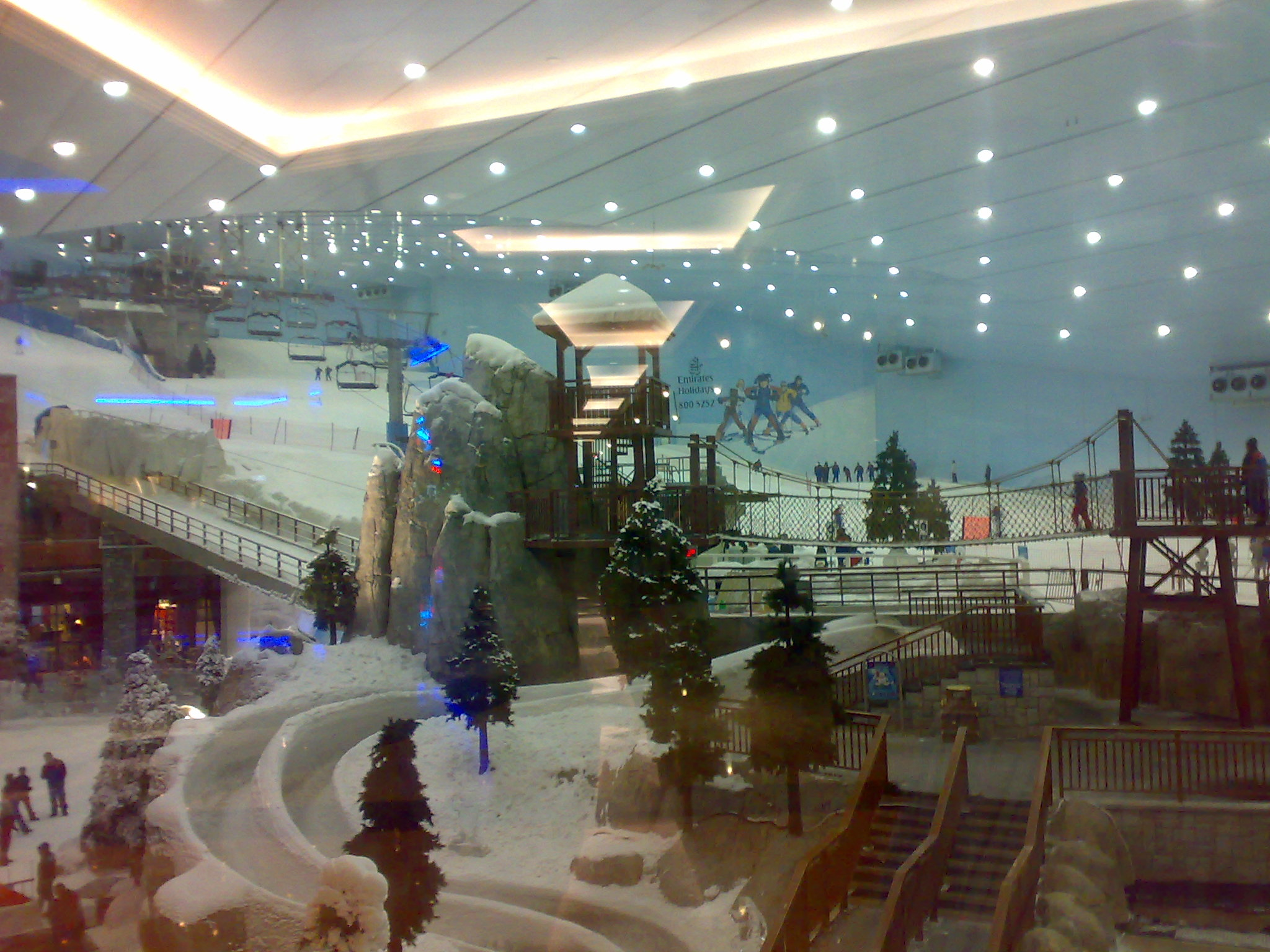
Ski Dubai

- Majlis Ghorfat Um-Al-Sheef[cần dẫn nguồn]
- Ski Dubai
- VOX Cinemas
- Dubai Frame

## Triển lãm và triển lãm thương mại
- Arab Health
- Arab Plast
- Arablab
- Automechanika Dubai
- Triển lãm đồ chơi Big Boy
- The Bride Show
- Cityscape Global
- Lễ hội mua sắm Dubai
- GITEX
- Gulf Education & Training Exhibition (GETEX)
- Gulf Traffic Exhibition
- International Coffee & Tea Festival - UAE
- Intersec
- Điện lực Trung Đông
- Chương trình SỰ KIỆN Trung Đông
- PALME Trung Đông

## Đài phun nước

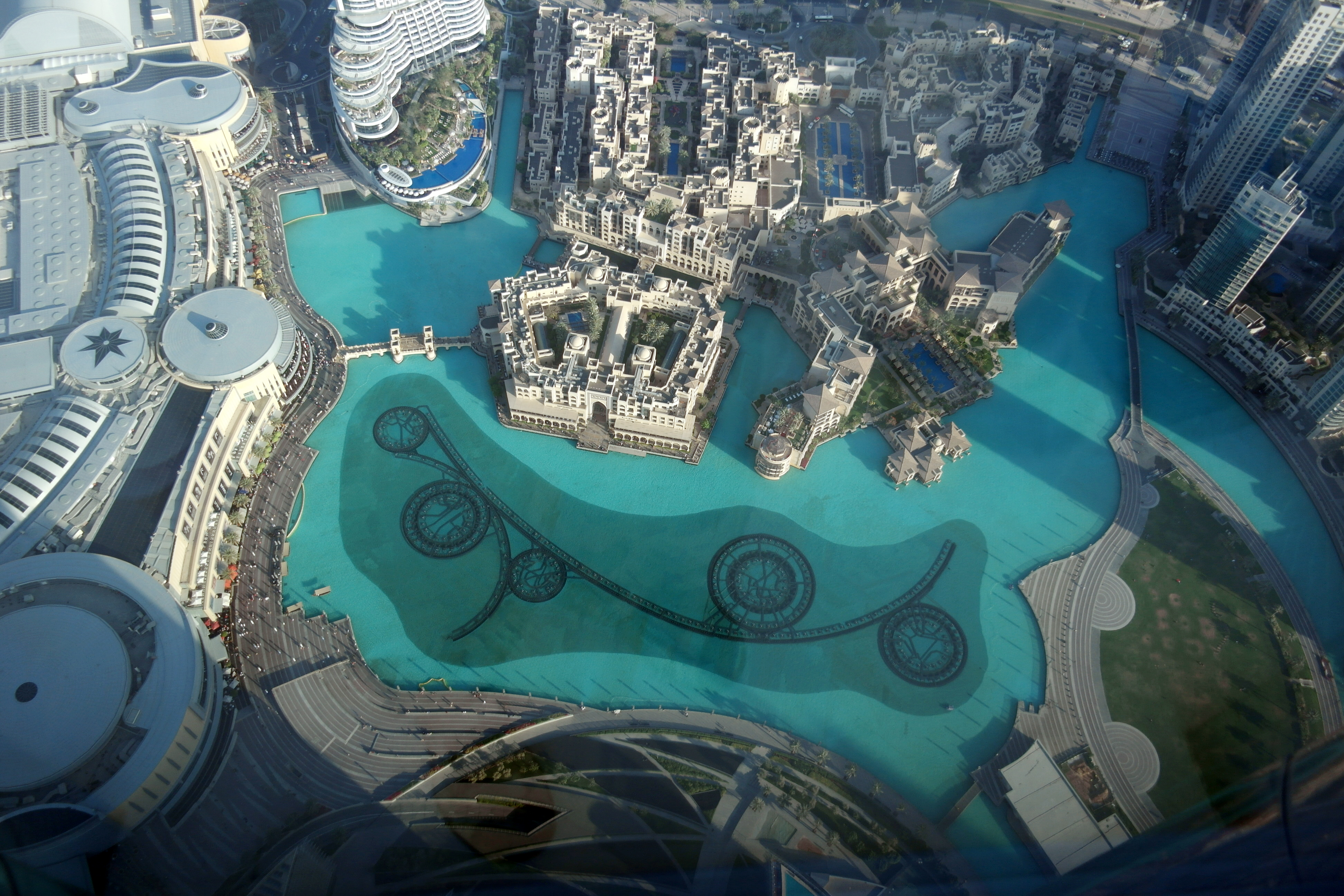
Đài phun nước Dubai

- Dubai Creek Fountains
- Đài phun nước Dubai
- Fountains of Dubai Festival City
- Fountains of Dubai Marina
- Fountains of Mall of Emirates

## Đền hindu
- Đạo sư Nanak Darbar, Dubai

Nằm ở Jabel Ali, ngôi đền Hindu này được xây dựng theo yêu cầu của cư dân Sikh ở Dubai.

## Khách sạn và khu nghỉ mát
- The Address Downtown Dubai
- Atlantis, The Palm
- Burj Al Arab
- Burj Khalifa
- Khách sạn Hatta Fort
- Khách sạn bãi biển Jumeirah
- Tòa nhà khách sạn Jumeirah Emirates
- JW Marriott Marquis Dubai
- Madinat Jumeirah
- Palazzo Versace Dubai
- Rose Rayhaan by Rotana

## Thư viện
- Thư viện công cộng Al-Mankhol
- Thư viện Al Ras
- Thư viện Al Safa
- Thư viện Al Towar
- Thư viện trung tâm Dubai[A]
- Thư viện công cộng Dubai
- Thư viện Hatta
- Thư viện Hor Al Anz
- Trung tâm ICDL
- Thư viện Rashediah
- Thư viện Umm Suqaim

## Thánh đường Hồi giáo
- Thánh đường Hồi giáo Abu Hail
- Thánh đường Hồi giáo Abu ibn Kaab

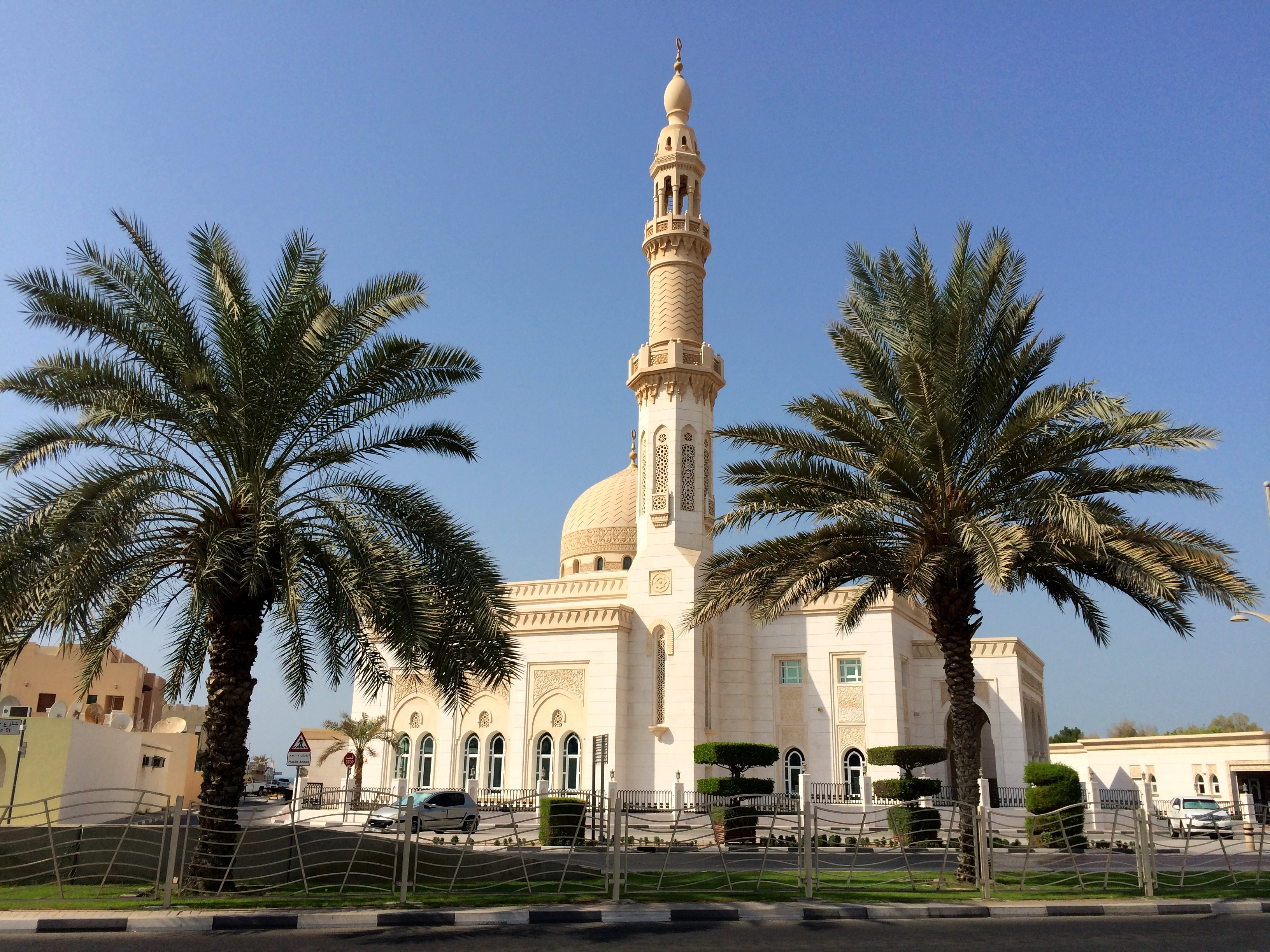
Thánh đường Hồi giáo Marhaba

- Thánh đường Hồi giáo Abdullah bin Saeed
- Thánh đường Hồi giáo Al Farooq Omar Bin Al Khattab
- Thánh đường Hồi giáo Al Habtoor
- Thánh đường Hồi giáo Al Mamzar
- Thánh đường Hồi giáo Al Noor
- Thánh đường Hồi giáo Al Rehman
- Thánh đường Hồi giáo Al Tajir
- C.M.C
- Thánh đường Hồi giáo Câu lạc bộ Văn hóa và Thể thao Dubai
- Đại thánh đường Hồi giáo
- Thánh đường Hồi giáo Câu lạc bộ thể thao Hatta
- Thánh đường Hồi giáo Hor Al Anz
- Thánh đường Hồi giáo Jumeirah
- Thánh đường Hồi giáo Iran
- Thánh đường Hồi giáo Lớn Naad Al Shiba
- Thánh đường Hồi giáo nhỏ Naad Al Shiba
- Thánh đường Hồi giáo Port Saeed
- Thánh đường Hồi giáo Sheikh Khlifa bin Saeed 1
- Thánh đường Hồi giáo Sheikh Khlifa bin Saeed 2
- Thánh đường Hồi giáo Sheikh Khlifa bin Saeed 3
- Thánh đường Hồi giáo Sheikh Khlifa bin Saeed 4
- Thánh đường Hồi giáo Sheikh Khlifa bin Saeed 5
- Thánh đường Hồi giáo Talha
- Thánh đường Hồi giáo Zabeel

## Bảo tàng và nơi giải trí
- Trường Al Ahmadiya
- Làng du lịch Al Boom
- Al Shindagha
- Khu khảo cổ Al Sufouh
- Địa điểm khảo cổ tại Al Ghusais

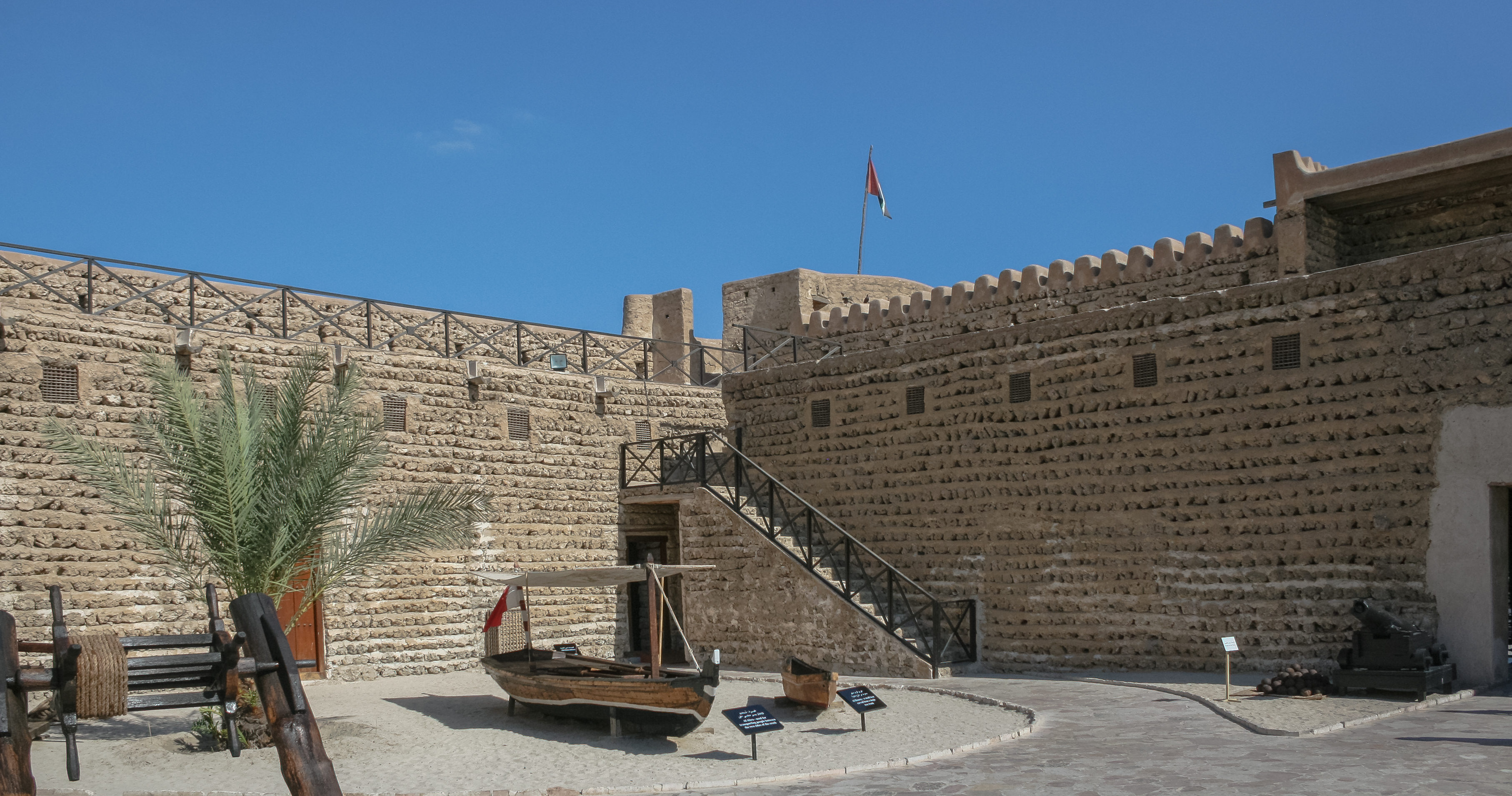
Bảo tàng Dubai

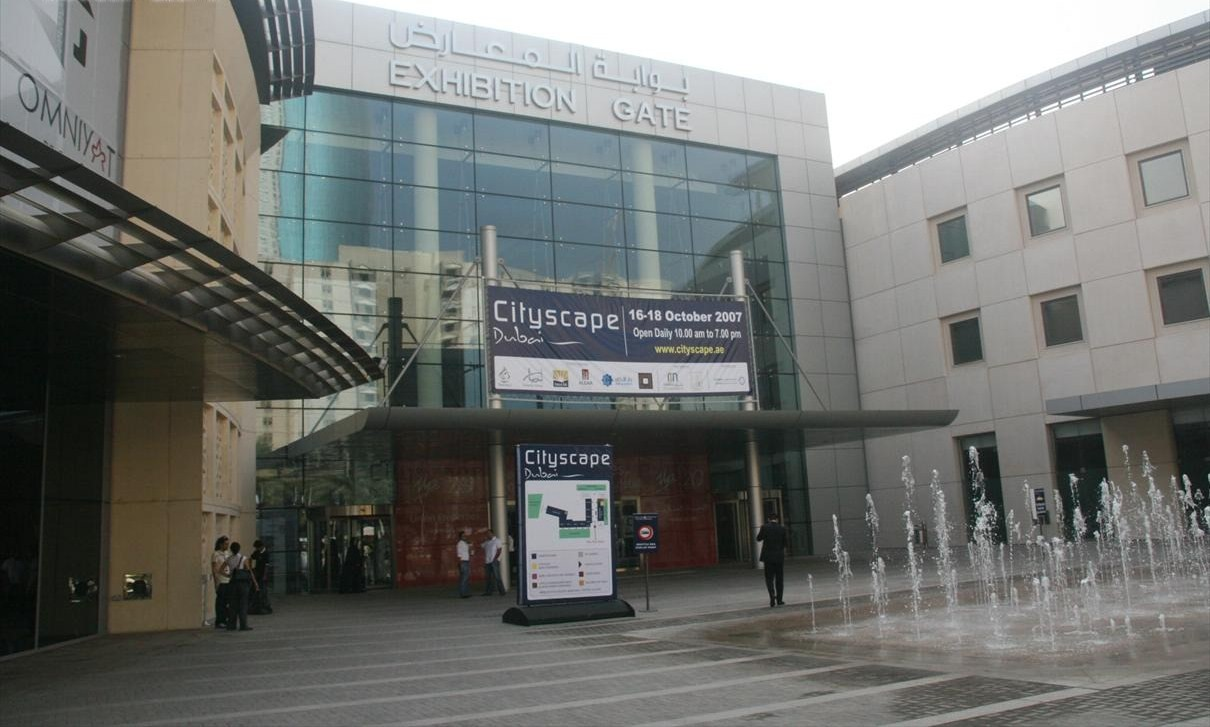
Lối vào một phòng triển lãm tại DICC

- Bait Al Wakeel, Bảo tàng Câu cá và Hàng hải
- Làng Bedouin
- Burj Nahar
- Cinestar ở Trung tâm mua sắm Emirates
- Trung tâm nghệ thuật sáng tạo
- Tháp đồng hồ Deira
- Bảo tàng Dubai ở pháo đài Al Fahidi
- Dubai (du thuyền)
- Trung tâm nghệ thuật và sân khấu cộng đồng Dubai
- Trung tâm nghệ thuật quốc tế Dubai
- Trung tâm hội nghị quốc tế Dubai
- Fish Roundabout
- Grand Cineplex
- Grand Mercato ở Jumeirah
- Làng di sản Hatta
- Làng di sản
- Bảo tàng tư nhân Salsali
- Tháp gió ở Al Bastakiya

## Điểm du lịch tự nhiên

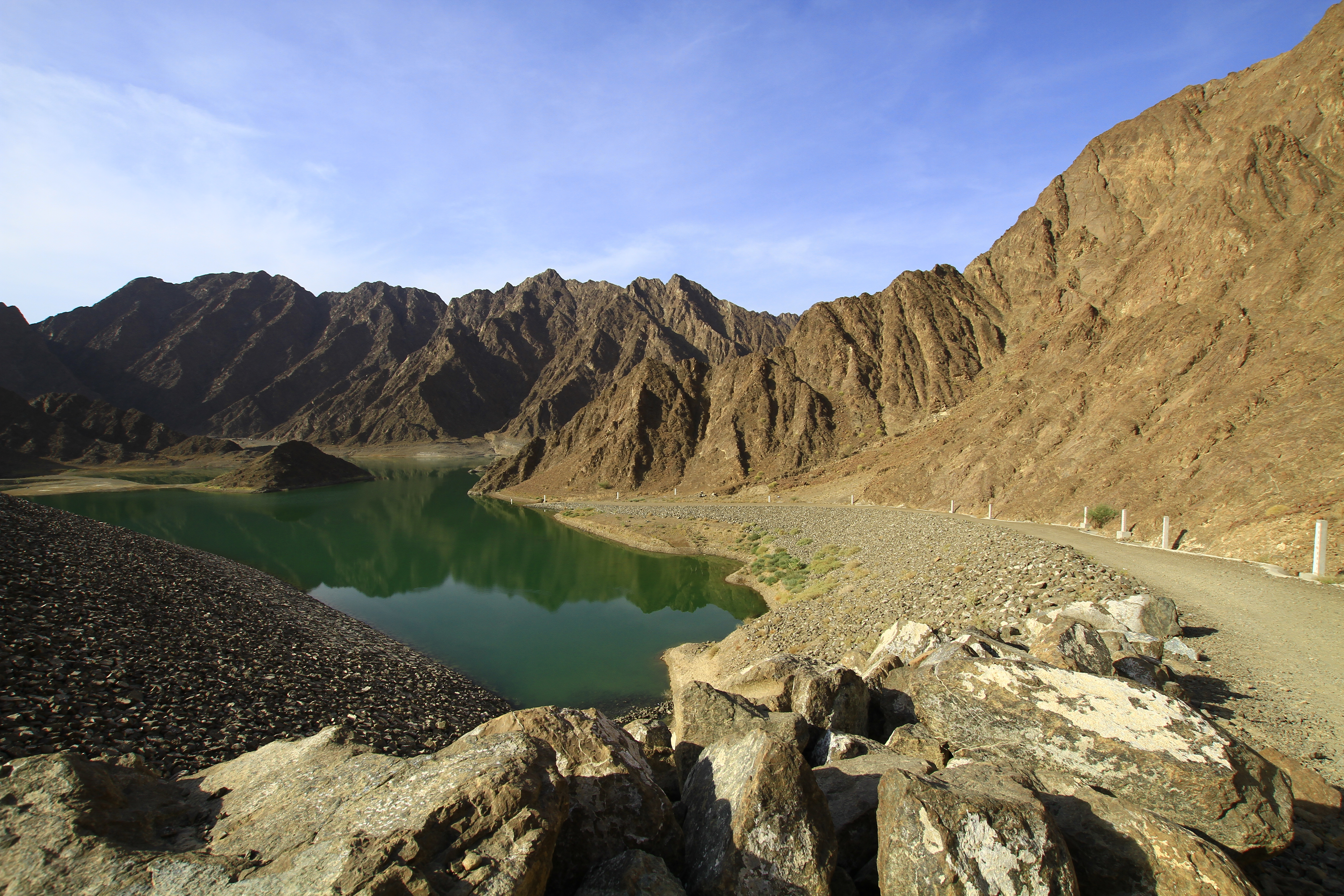
Hồ chứa nước Hatta

### Hồ và lạch (sông)
- Hồ Al Qudra
- Hồ Burj Dubai
- Nhánh sông Dubai
- Hatta Reservoire
- The Lakes, Dubai
- The Meadows
- Hồ Silver

## Cung điện
- Cung điện Zabeel

## Công viên và vườn thú

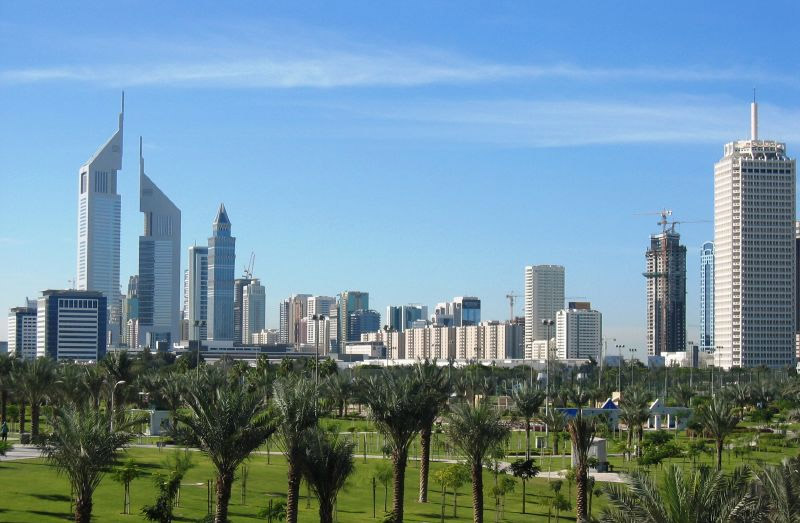
Công viên Zabeel

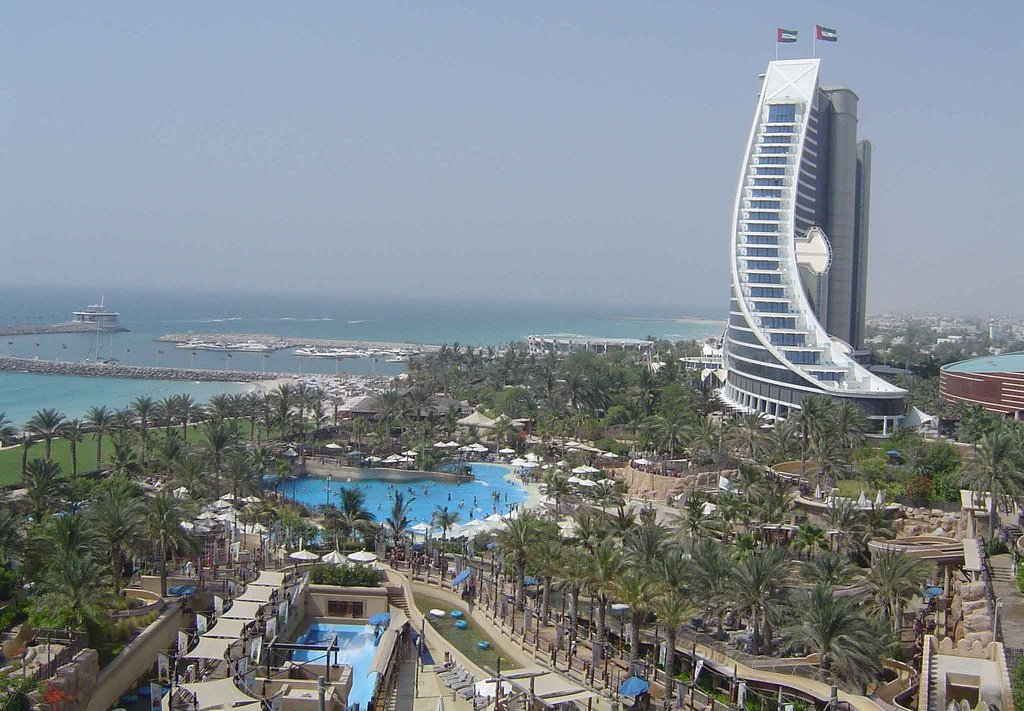
Ảnh chụp từ trên cao của Công viên giải trí Wild Wadi

- Công viên Al Hamriyah
- Công viên Al Mumzar
- Công viên Safa
- Aquaventure
- Công viên leo núi Dubai
- Dubai Dolphinarium
- Dubai Miracle Garden
- Sở thú Dubai
- Sở thú Dubai, Dubailand[A]
- Hồ bơi Hatta Rock
- Làng Hatta
- Công viên bãi biển Jumeirah
- Công viên bãi biển Jumeirah Open
- The Lost Chamber
- Công viên Mushrif
- Vườn bách thảo Raffles
- Nhà Sheikh Saeed Al Maktoum
- Công viên Umm Suqueim
- Công viên giải trí thần tiên
- Công viên Zabeel
  - Dubai Frame

### Công viên chủ đề
- IMG Worlds of Adventure
- Motiongate Dubai
- Six Flags Dubai
- Công viên nước Wild Wadi

## Trung tâm mua sắm

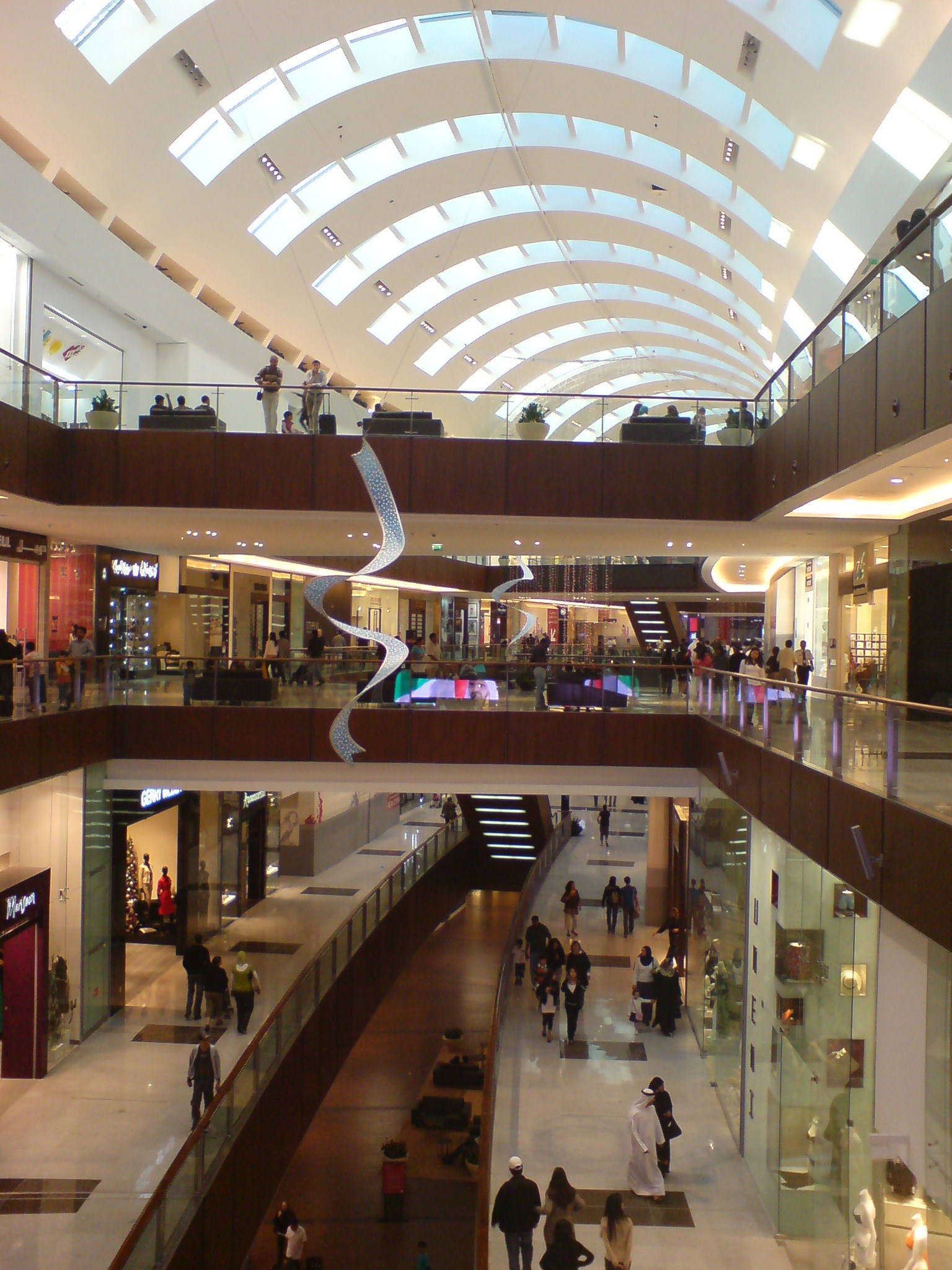
Dubai Mall

Hai trung tâm hàng đầu là Dubai Mall và Trung tâm mua sắm Emirates.

### Souk (Chợ)
Souks (cũng viết là souq và soukh) là các chợ ngoài trời truyền thống bán thực phẩm, gia vị, quà tặng, đồ trang sức, vải và các mặt hàng khác. Ở Dubai, hầu hết các loại souk được đặt theo tên của các loại sản phẩm được bán. Có cả souk trong nhà và ngoài trời ở Dubai, chủ yếu nằm ở Deira và Bur Dubai.
Chợ truyền thống
- Chợ kim cương
- Chợ vàng Dubai
- Chợ gia vị Dubai
- Chợ vải dệt Dubai/Chợ Bur Dubai/Meena Bazaa/Chợ Satwa
- Chợ cá (cũng được gọi là chợ thực phẩm)
- Chợ rau quả
- Chợ nước hoa

Chợ hiện đại
- Khan Murjan
- Chợ Al Bahar
- Chợ Madinat Jumeirah

## Tòa nhà
- The Address Downtown Dubai
- Tháp Armada
- Tháp Almas
- Burj Al Arab
- Burj Khalifa
- Trung tâm thương mại thế giới Dubai
- Emirates Crown
- Tháp Emirates
- Tháp HHHR
- The Index
- Tháp Thiên niên kỷ
- Tháp Rose
- Tháp Công viên Trung tâm
- Sheraton Dubai Creek

## Sân vận động và địa điểm thể thao
- Al Nasr LeisureLand
- Câu lạc bộ Cricket Darjeeling
- Dubai Autodrome

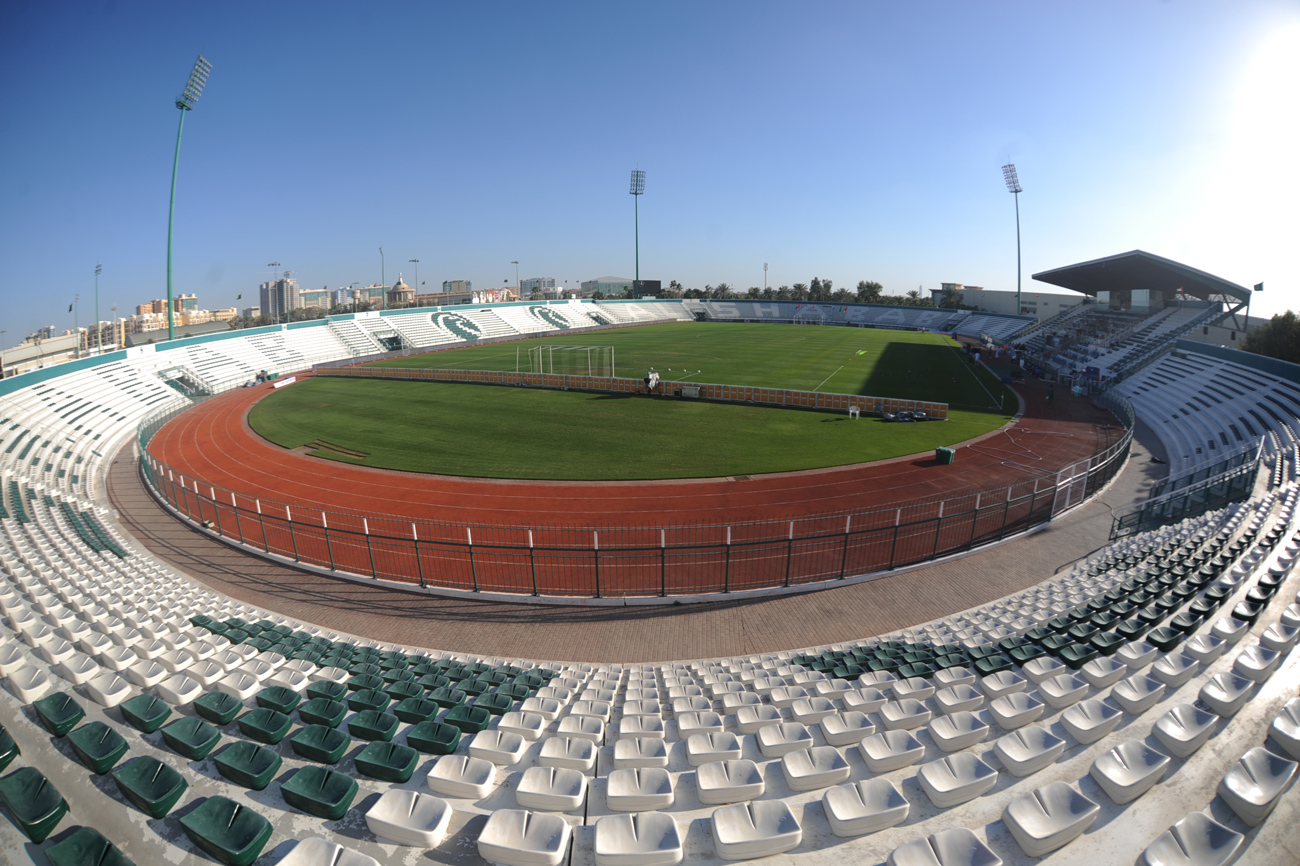
Sân vận động Maktoum bin Rashid Al Maktoum

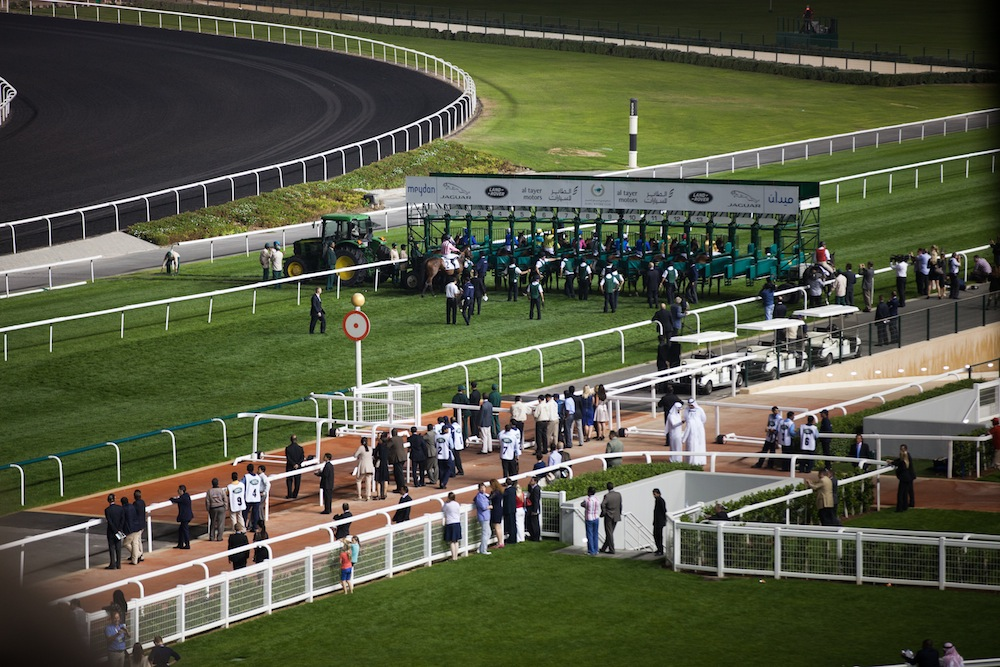
Trường đua ngựa Meydan

- Câu lạc bộ Dubai Creek Golf & Du thuyền
- Dubai Golf City[A]
- Câu lạc bộ du thuyền Dubai Marina
- Dubai Meydan City[A]
- Dubai Motor City[A]
- Câu lạc bộ Thuyền buồm ra khơi Dubai
- Dubai Sports City[A]
  - Sân vận động cricket Dubai Sports City[A]
  - Sân vận động bóng đá Dubai Sports City[A]
- Sân vận động tennis Dubai
- Dubai World Central Golf City[A]
- Câu lạc bộ golf Emirates
- Khu tổ hợp thể thao Hamdan
- Câu lạc bộ chèo thuyền Jebel Ali
- Sân vận động Maktoum bin Rashid Al Maktoum
- Trường đua Meydan
- Trung tâm bowling Thunderbowl

## Điểm tham quan đô thị

### Quận
- Al Bastakiya
- Al Garhoud
- Al Jaddaf
- Al Mamzar
- Al Safa First
- Al Safouh Second
- Al Shindagha
- Vịnh Business[A]
- Downtown Burj Dubai[A]
- Trung tâm tài chính quốc tế Dubai
- Dubai Internet City
- Công viên Dubai Investment First
- Công viên Dubai Investment Second
- Dubai Knowledge Village
- Dubai Marina[A]
- Dubai Media City
- Ốc đảo Dubai Silicon
- Dubai Studio City
- Đồi Emirates First
- Đồi Emirates Second
- Đồi Emirates Third
- Jebel Ali 1
- Jebel Ali 2
- Jumeirah
- Jumeirah Lake Towers[A]
- Mirdif
- Palm Jumeirah
- Ras Al Khor

## Các điểm tham quan đang được phát triển
- Al Habtoor City[A]
- Kênh Arabian[B]
- Bawadi[A]
- Thành phố Arabia[A]
- Làng văn hóa Dubai[A]
- Dubai Exhibition City[A]
- Dubai Golf City[A]
- Dubai International City[A]
- Dubai Lifestyle City[A]
- Dubai Motor City[A]
- Dubai Outlet City[A]
- Dubai Sports City[A]
- Sahara Kingdom[A]

### Quận
- Al Furjan[A]
- Arjan Dubai[A]
- The Design Town[A]
- Downtown Jebel Ali[A]
- Dubai Creek Cultural[A]
- Dubai Exhibition City[B]
- Dubai Festival City[A]
- Dubai International City[A]
- Công viên Dubai Investment[A]
- Dubai Lost City[A]
- Dubai Pearl[A]
- Dubai World Central Residential City[A]
- Flamingo Creek[A]
- Godolphin River City[A]
- Dubai Production City[A]
- Làng Jebel Ali[A]
- Jumeirah Garden City[A]
- Công viên Jumeirah[A]
- Làng Jumeirah[A]
- The Lagoons[A]
- Công viên Lincoln Dubai[A]
- Majan[A]
- Porto Dubai[A]
- Remraam[A]

### Dubailand
- Al Kaheel[A]
- Al Sahra Desert Resort[A]
- Andalusian Resort và Spa[A]
- Thế giới Động vật[A]
- Astrolab Resort[A]
- Thế giới Hàng không[A]
- Bawadi[B]
- Thế giới Sinh học[A]
- Vương quốc Sa mạc[A]
- Destination Dubai[A]
- Công viên chủ đề DreamWorks Studios[A]
- Dubai Sports City[A]
- Thế giới du lịch sinh thái 130 km²[A]
- Emerat Sports World[A]
- Extreme Sports World[A]
- Công viên chủ đề F1-X Dubai[A]
- Factory Outlets[A]
- Falconcity of Wonders[B]
- Freej Dubailand[A]
- Thế giới Khổng lồ[A]
- Vòng quay Great Dubai[B]
- Legends of Dubailand[A]
- Legoland Dubai[A]
- Công viên chủ đề Marvel Superheroes[A]
- Câu lạc bộ đua ngựa và câu lạc bộ Polo[A]
- Restless Planet[A]
- Al Sahra Desert Resort[A]
- Khách sạn Sand Dune[B]
- Khoa học và Thiên văn[A]
- Thế giới Thể thao và ngoài trời 32,9 km²[A]
- Giải trí theo chủ đề và Kỳ nghỉ Thế giới 29,7 km²[A]
- The Tiger Woods Dubai[A]
- Thế giới Du lịch[A]
- Universal Studios Dubailand[A]
- Thế giới trò chơi ảo[A]
- Thế giới Phụ nữ (LEMNOS)[A]